# BMW F22
BMW F22 (eller BMW 2-serie) är en personbil, tillverkad av den tyska biltillverkaren BMW mellan 2013 och 2021.

## BMW F22
BMW F22 är den första generationen av 2-serien som ersätter coupé- och cabriolet-versionerna av 1-serien. Den ska inte förväxlas med 2-serien Active Tourer och Grand Tourer, som är byggda på en annan plattform och bland annat har tvärställd motor och framhjulsdrift.

## Motor
| Modell         | Årsmodell | Motor                    | Cylindervolym | Effekt | Bränslesystem              |
| -------------- | --------- | ------------------------ | ------------- | ------ | -------------------------- |
| 218d           | 2014-15   | N47: 4-cyl radmotor DOHC | 1995 cm³      | 143 hk | Common rail turbodiesel    |
| 218d           | 2016-20   | B47: 4-cyl radmotor DOHC | 1995 cm³      | 150 hk | Common rail turbodiesel    |
| 220d           | 2014      | N47: 4-cyl radmotor DOHC | 1995 cm³      | 184 hk | Common rail turbodiesel    |
| 220d           | 2015-20   | B47: 4-cyl radmotor DOHC | 1995 cm³      | 190 hk | Common rail turbodiesel    |
| 225d           | 2014-15   | N47: 4-cyl radmotor DOHC | 1995 cm³      | 218 hk | Common rail turbodiesel    |
| 225d           | 2016-19   | B47: 4-cyl radmotor DOHC | 1995 cm³      | 224 hk | Common rail turbodiesel    |
| 218i           | 2015-21   | B38: 3-cyl radmotor DOHC | 1499 cm³      | 136 hk | Direktinsprutning, turbo   |
| 220i           | 2014-16   | N20: 4-cyl radmotor DOHC | 1997 cm³      | 184 hk | Direktinsprutning, turbo   |
| 220i           | 2017-21   | B48: 4-cyl radmotor DOHC | 1998 cm³      | 190 hk | Direktinsprutning, turbo   |
| 228i           | 2015-16   | N20: 4-cyl radmotor DOHC | 1997 cm³      | 245 hk | Direktinsprutning, turbo   |
| 230i           | 2017-21   | B48: 4-cyl radmotor DOHC | 1998 cm³      | 252 hk | Direktinsprutning, turbo   |
| M235i          | 2014-16   | N55: 6-cyl radmotor DOHC | 2979 cm³      | 326 hk | Direktinsprutning, turbo   |
| M240i          | 2017-21   | B58: 6-cyl radmotor DOHC | 2998 cm³      | 340 hk | Direktinsprutning, turbo   |
| M2             | 2016-18   | N55: 6-cyl radmotor DOHC | 2979 cm³      | 370 hk | Direktinsprutning, turbo   |
| M2 Competition | 2019-21   | S55: 6-cyl radmotor DOHC | 2979 cm³      | 410 hk | Direktinsprutning, biturbo |
| M2 CS          | 2020      | S55: 6-cyl radmotor DOHC | 2979 cm³      | 450 hk | Direktinsprutning, biturbo |